# Perline

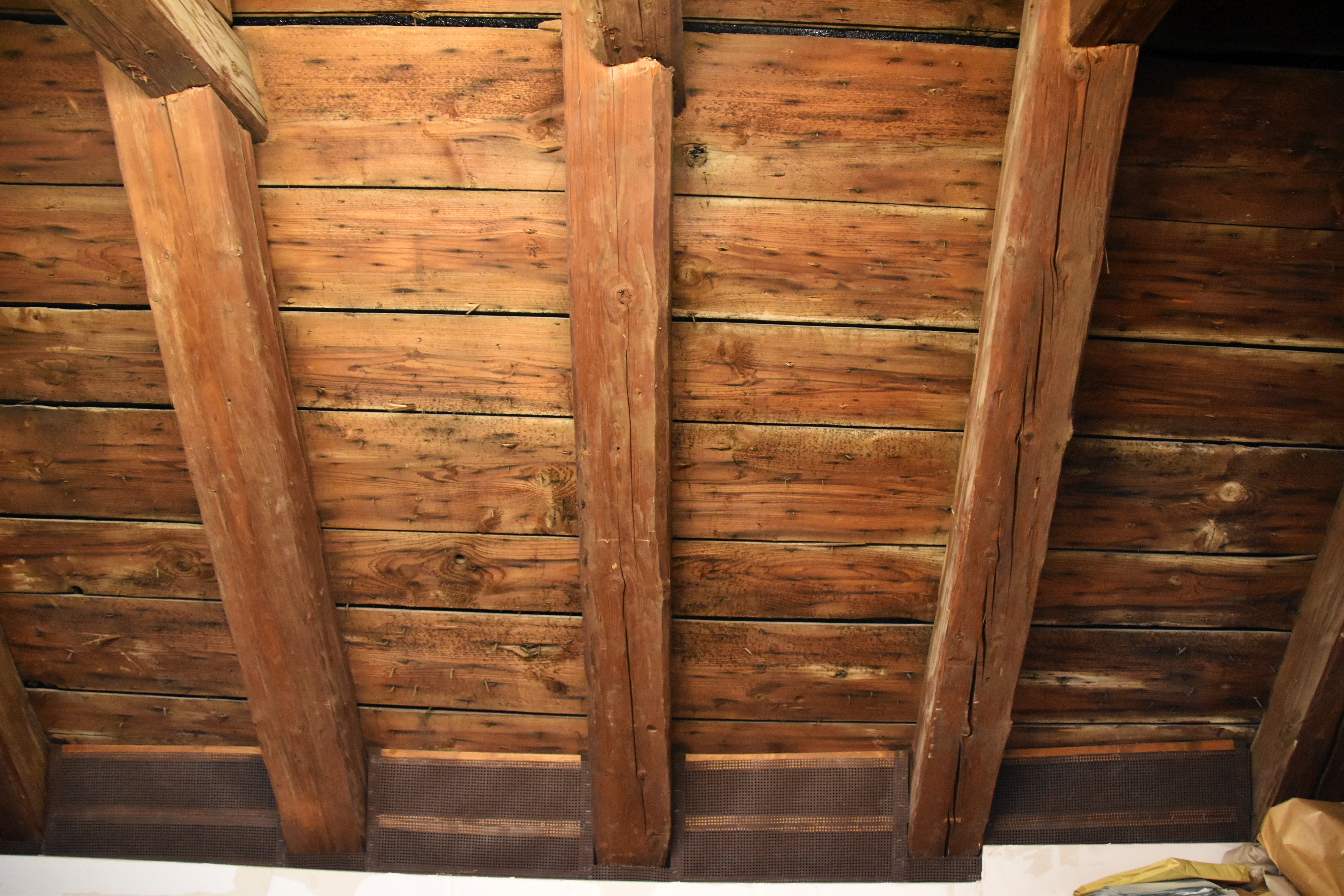
Soffitto con perline

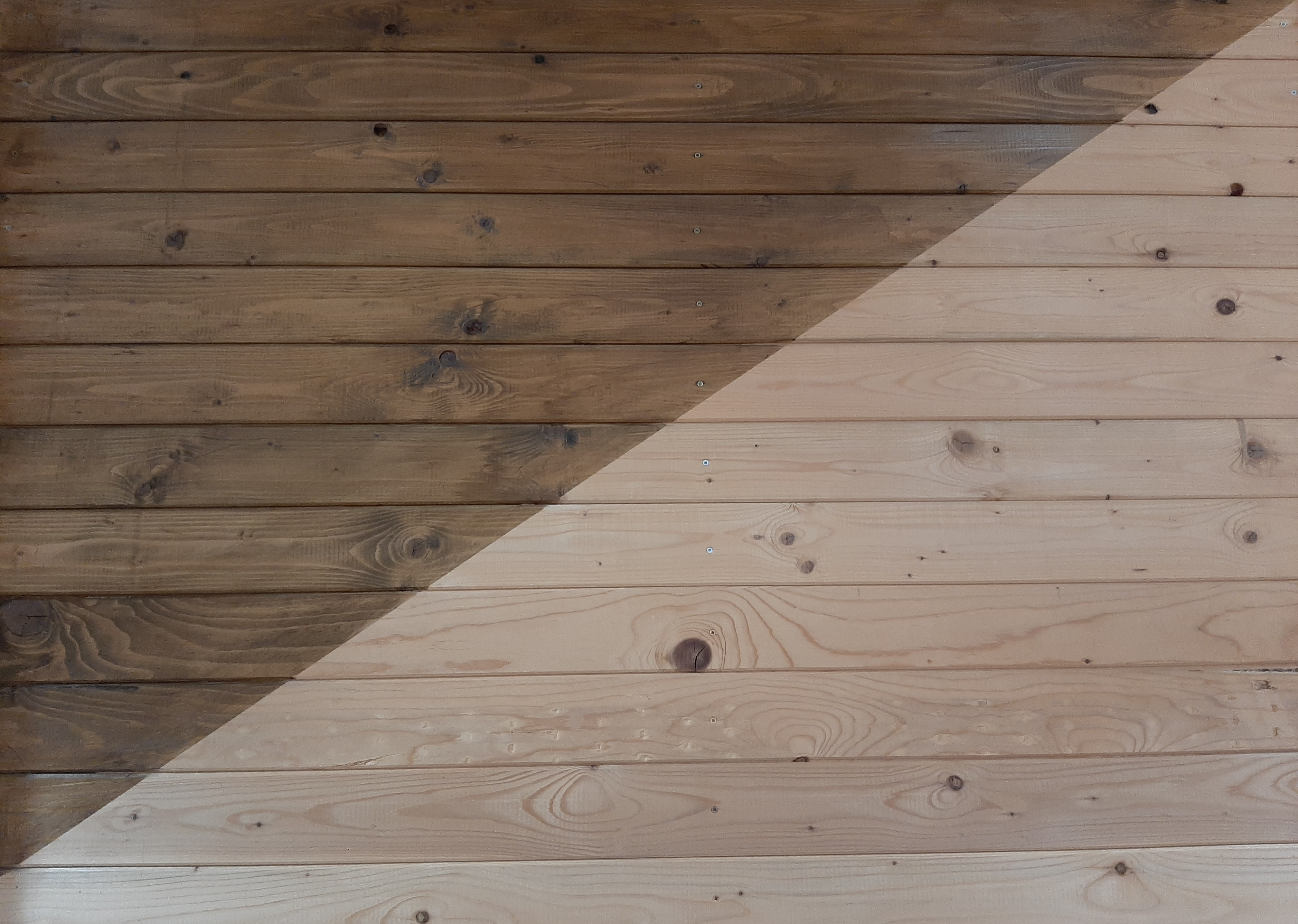
Prova di due tipi di vernici su perlinato

Le perline sono tavole di legno piallato e con incastri sui lati denominati maschio e femmina, che possono venire utilizzate per vari scopi, specie in campo edilizio nel rivestimento di pareti e soffitti, dove si parla infatti di "perlinato".
Nei tetti si distingue il perlinato del sottotetto esterno (di gronda) e quello interno. Le perline fanno parte dell'orditura piccola di un tetto assieme a listelli e controlistelli.
La cosiddetta "orditura grossa" contiene invece le travi primarie (di banchina, rompitratta e di colmo) e le travi displuvio/compluvio.
I perlinati possono essere anche applicati alle pareti come rivestimento secondo diverse pose:
- Ad assito: tavole l'una sull'altra (in modo perfettamente verticale) con o senza fughe.
- A scandole: le perline sono inclinate e la parte inferiore di quella sopra si sovrappone esternamente su quella inferiore con un effetto estetico che ricorda le doghe inclinate delle persiane. Questo sistema è pensato per consentire il gocciolio e quindi i defluire dell'acqua in modo da preservarle.
- A scanalature e rilievi sfalsate: due perline affiancate e distanziate abbastanza fungono da base per una centrale messa sopra e al centro delle altre due. Questa ripetizione degli elementi crea un effetto fuga tra quelle in primo piano e quello sul fondo.